# نباتات عيد الميلاد

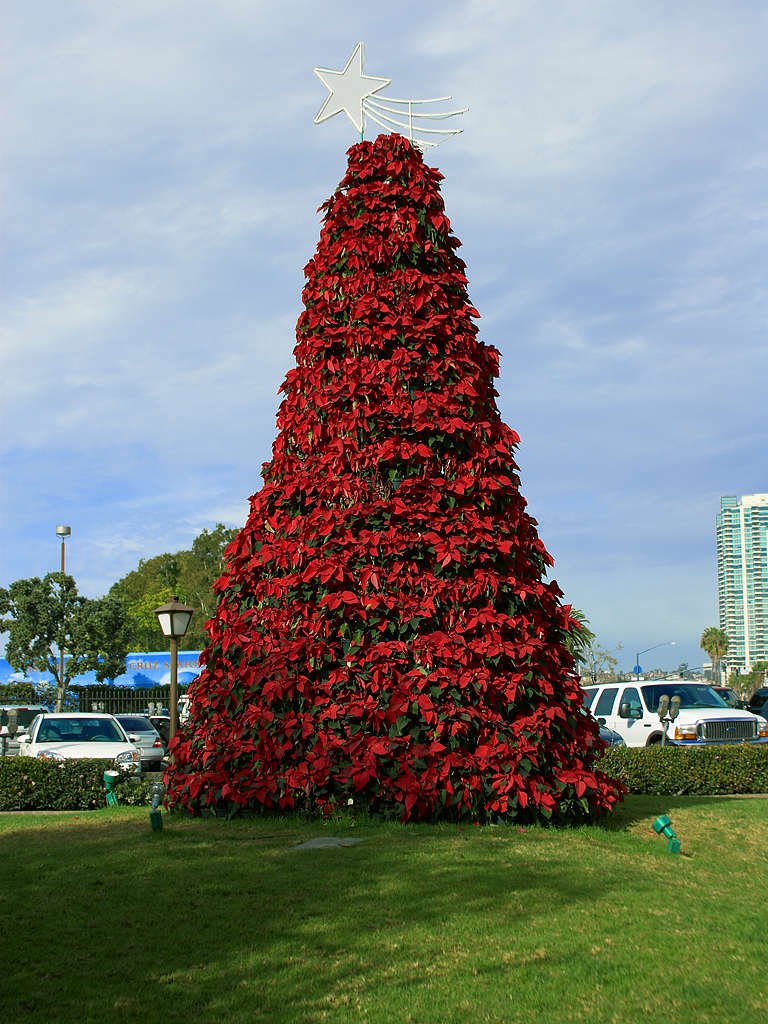

هناك العديد من النباتات المختلفة المستخدمة في جميع أنحاء العالم خلال موسم أعياد الميلاد. هناك زهور عيد الميلاد، وكذلك أطعمة عيد الميلاد والمشروبات عيد الميلاد التي تستخدم النباتات التقليدية. وهناك أيضا مجموعة واسعة من النباتات التي تشمل «عيد الميلاد» في اسم المعروف.
الجذوع تستخدم خصيصا في تقاليد عيد الميلاد التالية:
غيرها من النباتات المستخدمة في احتفال عيد الميلاد:
- اللبلاب (عشقة متسلقة) لأنه يترك ترمز الخلود وقيامته.
- الهدال.
- البهشية
- البونسيتة.
- الفجل. نحتت الفجل كبيرة وتستخدم ليلة دي Rabanos في أواكساكا، أواكساكا، المكسيك.
- أغصان الزيتون للسلام في العام المقبل (إسرائيل).
- البوط أو نبات البردي لتحقيق الازدهار (تايوان)
- حزم القمح لتحقيق الازدهار والكثير (بلغاريا)
- قرون الخشخاش (المجففة، ومع ذلك لا تزال كاملة من البذور) لتحقيق الازدهار (أوروبا الشرقية)
- الرمان لتحقيق الازدهار (الشرق الأوسط)